# Bothropolys leei
Bothropolys leei är en mångfotingart som beskrevs av Paik 1961. Bothropolys leei ingår i släktet Bothropolys och familjen stenkrypare. Inga underarter finns listade i Catalogue of Life.